# Salinella salve
Salinella salve  (лат.) — вид беспозвоночных, выделяемый в тип Monoblastozoa. Известен только по первоописанию, сделанному в 1892 году немецким зоологом Иоганном Френцелем (нем. Johannes Frenzel) по наблюдениям в лабораторной культуре. Животные были выделены из грунта солёного озера в Аргентине.

## Строение и биология
Согласно первоописанию, Salinella salve представляет собой питающийся детритом организм длиной около 0,2 мм и состоящий из единственного слоя кубических клеток, несущих реснички с обеих сторон и окружающих просвет кишки, имеющей ротовое и анальное отверстие. Таким образом, один и тот же слой клеток выступает и в роли стенки тела, и в роли стенки кишки. В теле животного можно выделить дорсальную и вентральную стороны: реснички на дорсальной стороне более редкие. На дорсальной поверхности, а также вокруг рта и ануса имеются мощные щетинки. 
Размножение обычно происходит поперечным делением, однако возможна конъюгация особей, при которой они сливаются с образованием цисты. По предположению Френцеля, в цисте клетки двух особей копулируют по две, а потом каждая клетка, выходя из цисты, даёт новую особь. Описаны одноклеточные личинки, имеющие спинно-брюшную полярность.

## Классификация
Salinella salve рассматривали в составе группы Mesozoa наряду с ортонектидами и дициемидами. В настоящее время эта группа признана полифилетической, кроме того, Salinella salve не имеет каких-либо признаков родства ни с ортонектидами, ни с дициемидами. После расформирования Mesozoa в 1963 году Р. Блэкуэлдер (англ. R. Blackwelder) предложил выделить Salinella salve в отдельный тип Monoblastozoa. Некоторые учёные рассматривают Salinella salve как возможное промежуточное звено между одноклеточными и многоклеточными организмами.

## Достоверность
После обнаружения Френцелем Salinella salve никто не находил: ни в Аргентине, ни где-либо ещё. В 2012 году немецким учёным Михаэлем Шрёдлем была предпринята попытка найти Salinella salve в тех местах, где её обнаружил Френцель. Однако вместо описанных Френцелем солёных озёр экспедиция нашла только пастбища. Кроме того, выяснилось, что Френцель собирал образцы солёного грунта не собственноручно, эту работу выполнил его друг-геолог. Поскольку Френцелю удалось получить взрослые организмы из высушенных цист, Шрёдль предположил, что Salinella salve может распространяться в виде цист при помощи ветра и потому не приурочена только к одному региону. Однако ничего похожего на Salinella salve не нашлось и в образцах грунта из других частей Аргентины. 
Ввиду того, что со времени первой находки вид больше не был никем обнаружен, точность первоописания ставится под сомнение. Кроме того, данные по Salinella salve полученны при помощи светового микроскопа и нуждаются в подтверждении на ультраструктурном уровне. Двусторонний ресничный эпителий, описанный Френцелем, не обнаружен ни у одного другого живого организма. Его существование сомнительно с точки зрения цитологии, поскольку непонятно, как в таком случае устроены двусторонние ленточные десмосомы, каково положение ресничных корешков и как определяется полярность клетки.
Таким образом, существование Salinella salve в настоящее время не подтверждено.